# Каик
Каик е малка до средна, дървена, гребно-ветроходна лодка използвана в Босфора, по бреговете на Мала Азия и по българските реки за превоз на стоки и товари.